# Pomoc Ludowa Głównego Zarządu Cywilnego Komitetu Wyzwolenia Narodów Rosji
Pomoc Ludowa Głównego Zarządu Cywilnego Komitetu Wyzwolenia Narodów Rosji (ros. Народная помощь Главного гражданского управления Комитетa Освобождения Народов России) – organizacja społeczna podporządkowana Komitetowi Wyzwolenia Narodów Rosji pod koniec II wojny światowej
Organizacja została utworzona pod koniec grudnia 1944 r. Oficjalne rozpoczęcie działalności miało miejsce 7 stycznia 1945 r. na noworocznej imprezie choinkowej dla dzieci w Berlinie, w której uczestniczył m.in. gen. Andriej A. Własow i inni wyżsi wojskowi Sił Zbrojnych Komitetu Wyzwolenia Narodów Rosji, a także czołowi działacze KONR. Na czele Pomocy Ludowej stanął Gieorgij A. Aleksiejew. Funkcję jego zastępcy pełnił duchowny Aleksandr N. Kisielow, który jednocześnie był kapelanem wojskowym Sił Zbrojnych KONR. Do zadań organizacji należało prowadzenie pomocy społecznej ostarbeiterom, sowieckim jeńcom wojennym oraz rodzinom działaczy Komitetu Wyzwolenia Narodów Rosji (KONR) i wojskowych Sił Zbrojnych KONR. Zajmowano się tym za pomocą np. przekazywania potrzebującym niedużych zasiłków pieniężnych, paczek żywnościowych, czy ubrań. W skład Pomocy Ludowej weszli też działacze Stowarzyszenia Czerwony Krzyż, które zostało rozwiązane przez Niemców krótko po utworzeniu z argumentacją, że Międzynarodowy Czerwony Krzyż nie uzna drugiej rosyjskiej organizacji tego typu. Szerszej działalności nie zdołano rozwinąć z powodu bliskiego końca wojny.